# Ивановский сельский совет (Межевский район)
Ивановский сельский совет (укр. Іванівська сільська рада) — входит в состав
Межевского района
Днепропетровской области
Украины.
Административный центр сельского совета находится в 
с. Ивановка.

## Населённые пункты совета
- с. Ивановка